# La Piedad de Santa Liestra

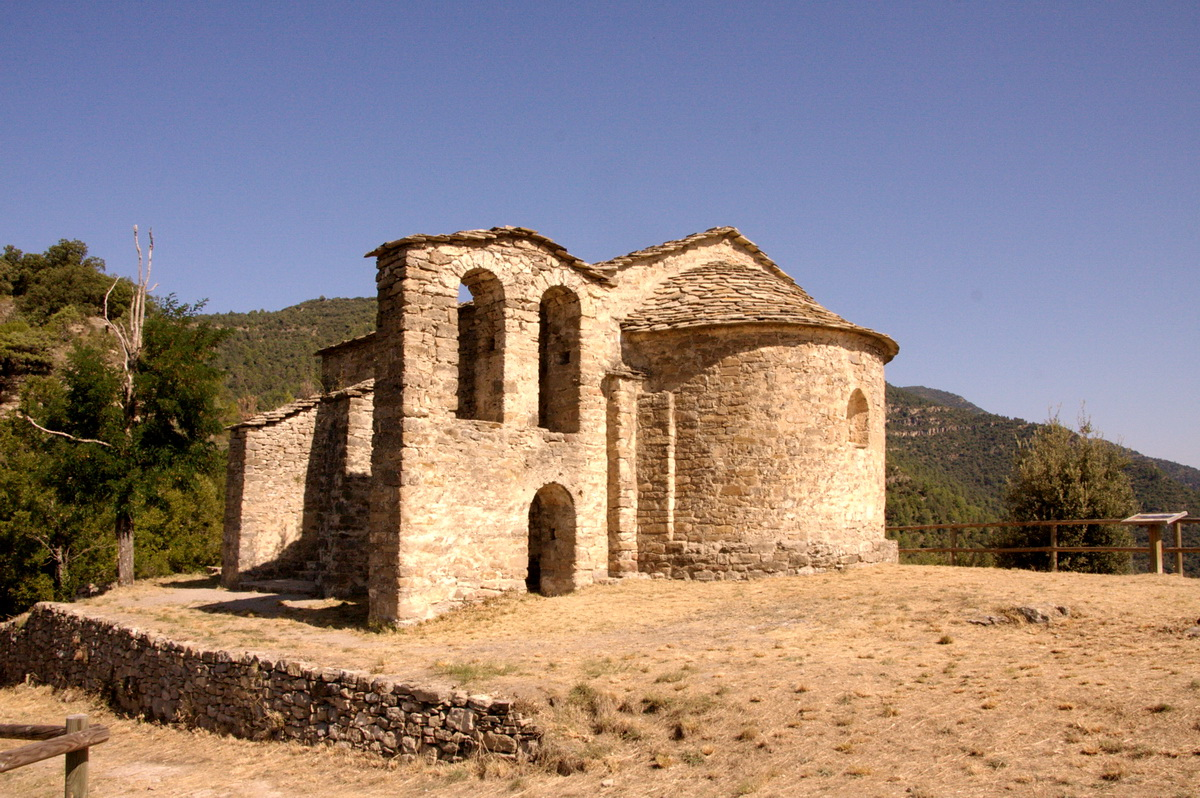
La Piedad de Santa Liestra

La Piedad de Santa Liestra (katalanisch La Pietat de Santa Llestra) ist die Kapelle einer Einsiedelei in Santaliestra y San Quílez, einer Gemeinde in der spanischen Provinz Huesca der Autonomen Region Aragonien; sie wurde im 12./13. Jahrhundert errichtet. Die Kirche, einen Kilometer außerhalb des Ortes in Richtung Benasque, ist ein geschütztes Baudenkmal (Bien de Interés Cultural).

## Beschreibung
Die der Schmerzensmutter (Pietà) geweihte Kirche ist einschiffig und schließt mit einer halbrunden Apsis. Die kleine romanische Kirche besitzt einen offenen Glockengiebel (Espadaña) (ohne Glocken), der  kurioserweise seitlich an die Kirche angebaut wurde. Normalerweise sitzt ein solcher Glockengiebel auf der Fassade auf, seltener auf dem Dach der Kirche. 